# José Manuel Herrera
José Manuel de Herrera Sánchez (Tlaxcala, 27 marzo 1776 – Puebla, 17 settembre 1831) è stato un presbitero, politico e scrittore messicano.
Si unì ai rivoltosi durante la guerra d'indipendenza del Messico.
Nel 1815, Morelos lo nominò plenipotenziario  per negoziare con il governo degli Stati Uniti a Washington il rifornimento di armi e munizioni. Per questo viaggio, Morelos gli affidò la custodia di suo figlio Juan Nepomuceno Almonte, tuttavia riuscirono solo a raggiungere New Orleans. Dopo la morte di Morelos, Herrera tornò a Puebla, dove accettò il perdono offerto dal viceré Juan Ruiz de Apodaca.
Fu il presidente della Camera dei deputati nel 1828 e nel 1829.